# Istmul girusului cingular

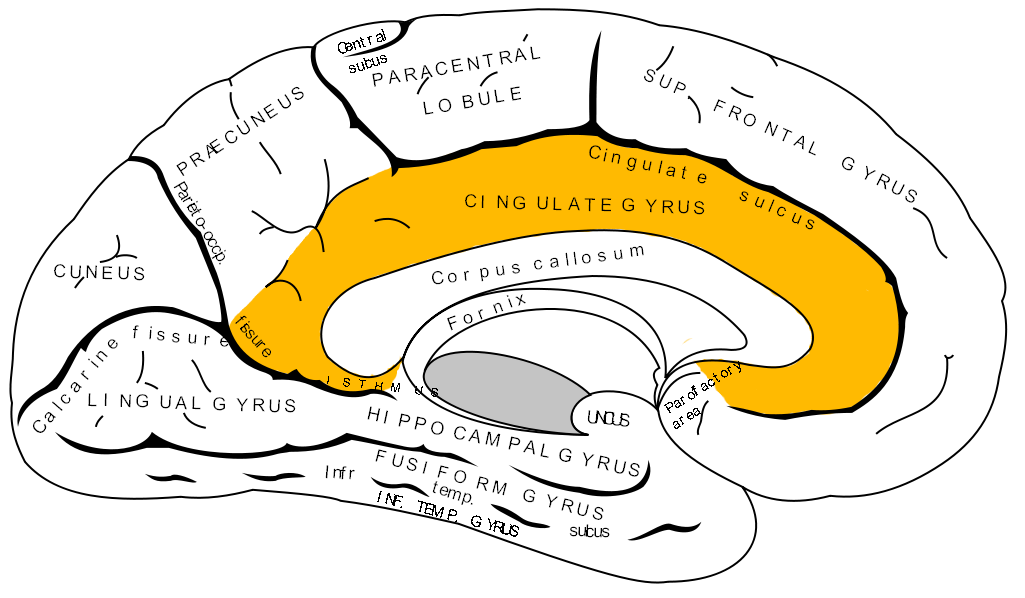
Faţa medială a emisferei cerebrale.

Istmul girusului cingular (Isthmus gyri cinguli, Isthmus gyri cingulatus), sau istmul girusului fornicat, isthmul lobului limbic, istmul temporolimbic al lui Broca, plica de trecere temporolimbică, este o porțiune îngustată a girusului cingular, la tranziția lui spre girusul parahipocampal, aflată posterior și inferior de spleniul corpului calos, în fața extremității anterioare a șanțului calcarin. Istmul girusului cingular este o porțiune a girusului fornicat.